# Сигма (спецподразделение)
Сигма — подразделение специального назначения Федеральной пограничной службы Российской Федерации.

## История
17 мая 1994 года руководитель ФПС, генерал-полковник А. И. Николаев подписал приказ о формировании специальных разведывательных подразделений пограничных войск России, к которым относились группы «С» («Сигма»), находившиеся в прямом подчинении начальника штаба пограничных войск России, отдельные группы специальной разведки (ОГСпР), находившиеся в прямом подчинении начальникам штабов пограничных округов и взводы войсковой разведки (ВВР) при маневренных группах пограничных отрядов, находившиеся в прямом подчинении начальников штабов пограничных отрядов.. Все пограничные разведывательные спецподразделения, находясь в составе пограничных войск России, одновременно находились в оперативном подчинении главного органа военной разведки России – Главного разведывательного управления (ГРУ) Министерства обороны Российской Федерации.
Создание спецподразделений «Сигма» началось 1 февраля 1995 года. В течение 1995 года были сформированы два подразделения — в Москве (89 человек) и в Краснодаре (30 человек). Планировалось создание еще одного подразделения в Хабаровске, от которого пришлось отказаться по экономическим причинам.
Первым командиром подразделения был назначен офицер спецподразделения «Альфа» ЦСН ФСБ РФ, в прошлом выпускник пограничного училища, подполковник Игорь Феликсович Митрофанов. База группы создавалась «с нуля» под Шереметьево, а «Сигма» находилась в прямом подчинении директора ФПС и его заместителя по разведке. В штате были только офицеры и прапорщики.
Краснодарское отделение «Сигмы» расформировали в 1997 году, а московское подразделение — в 2003 году, при объединении ФПС РФ и ФСБ РФ.

## Последующие события
В ноябре 2007 года заместитель главы пограничной службы, генерал-лейтенант Николай Рыбалкин сообщил, что Пограничная служба ФСБ России вновь создает собственный спецназ, который будет действовать на самых опасных участках государственной границы. Информация о местах дислокации, выполняемых задачах и проводимых операциях является закрытой. Известно только то, что подразделения специального назначения, выполняющие свои задачи на Государственной границе и приграничных территориях, в составе ФСБ России, существуют. Для выполнения таких задач необходимы понимание и анализ специфики такой работы на государственной границе и прилегающих территориях.
По словам руководителя Пограничной службы ФСБ генерала армии Владимира Кулишова, в 2021 году подразделениями специального назначения ПС ФСБ было задержано более 40 судов и маломерных плавсредств, занимавшихся незаконным промыслом морских биологических ресурсов

## Видео
- Операция «Аргун». Документальный фильм (2019) на YouTube | Студия «Авторская программа Александра Сладкова». Телеканал «Россия-1».
- «Сигма» Из созвездия спецназа. Документальный фильм (2021) на YouTube | Сладков +